# Bruce Gordon (actor)
Bruce Gordon (1 de febrero de 1916-20 de enero de 2011) fue un actor teatral, cinematográfico y televisivo de nacionalidad estadounidense. Con una carrera interpretativa que abarcó más de medio siglo, fue  conocido principalmente por su papel del gánster Frank Nitti en la serie televisiva de American Broadcasting Company televisión series Los Intocables. 

## Biografía

### Inicios
Nacido en Fitchburg, Massachusetts, su primera actuación teatral en el circuito de Broadway tuvo lugar en 1937 con el musical dramático The Fireman’s Flame. Desde 1941 a 1945, fue el oficial Klein, actuando junto a Boris Karloff en el reparto original de la pieza representada en Broadway Arsénico y encaje antiguo. En esos primeros años tuvo un pequeño papel en la película de los Hermanos Marx Amor en conserva (1949).

### Televisión
Par la televisión, actuó en numerosos episodios de programas como The Goldbergs, The Nash Airflyte Theater, Westinghouse Studio One, Justice, Kraft Television Theatre, Robert Montgomery Presents, The Californians, Whirlybirds, y Decoy.
En 1957 fue artista invitado de la serie western de la ABC Tombstone Territory, con Pat Conway y Richard Eastham, en el episodio "Killer Without a Conscience". En esa misma época trabajó junto a Barry Sullivan en la serie dramática de aventuras Harbormaster.
En 1958, Gordon hizo un pequeño y memorable papel, el de uno de los piratas de Jean Lafitte, en el film de Anthony Quinn The Buccaneer, con un reparto que incluía a Yul Brynner, Charlton Heston y Claire Bloom. Un papel similar fue el personaje Garnett en el episodio "Forbidden Island" de la serie western de la NBC Riverboat (1960), protagonizada por Darren McGavin.
En la temporada 1958–1959 season, Gordon presentó y actuó en nueve de los veintiséis episodios del show de la NBC Behind Closed Doors, basado en las experiencias en la guerra del Almirante Ellis M. Zacharias.
Gordon actuó también en la serie western en redifusión Man Without a Gun, protagonizada por Rex Reason. En 1958 fue artista invitado en otra serie western, el show de la NBC Jefferson Drum, y también en otra serie de la misma cadena, Northwest Passage, con Keith Larsen y Buddy Ebsen. Ese mismo año, Gordon fue Myers en el episodio "The Stool Pigeon" de la serie Sheriff of Cochise, protagonizada por John Bromfield. También en 1958, trabajó en la serie western de Robert Culp Trackdown, en el episodio "The Mistake".
Gordon hizo tres actuaciones en Perry Mason. En 1959 fue Frank Thatcher en "The Case of Paul Drake's Dilemma", en 1960 encarnó a Judson Bailey en "The Case of the Loquacious Liar", y en 1964 fue Mr. Winlock en "The Case of the Blonde Bonanza".
En 1961 participó en dos ocasiones en la serie de la ABC Adventures in Paradise, protagonizada por Gardner McKay; fue Stevens en "Mr. Flotsam" y Red Munce en "Adam San".
Sus frecuentes y enérgicas interpretaciones como el gánster de la época de Al Capone Frank Nitti en el programa de Desilu Productions Los Intocables (1959–1963), hizo que fuera encasillado en el resto de su carrera en papeles de personajes oscuros. A menudo robando escenas al estólido y serio Eliot Ness, encarnado por Robert Stack, su famosa frase en la serie (dirigida a sus víctimas) era "You're dead!".
En 1959 actuó junto a Pernell Roberts en el episodio del show de la American Broadcasting Company Alcoa Presents: One Step Beyond titulado The Vision.
Gordon fue Mercer en la temporada 1960–1961 en dos episodios del programa de la NBC Outlaws, protagonizada por Barton MacLane. En ese tiempo trabajó también para la serie de antología de la NBC  The Barbara Stanwyck Show, y en la sitcom de la misma cadena Car 54, Where Are You?.
En 1964 fue artista invitado en el episodio "Between the Rats and the Finks", perteneciente a la serie de la CBS Mr. Broadway, que protagonizaba Craig Stevens, y en la cual actuaban Larry Hagman y Dyan Cannon.
Desde 1965 a 1968, Gordon actuó en varios episodios de la serie Peyton Place, trabajando junto a Lee Grant. En 1966, Gordon trabajó con el trompetista Jack Sheldon en los 13 episodios del sitcom de la CBS Run, Buddy, Run. En 1966, él y Robert Stack actuaron en un episodio de The Lucy Show, haciendo mofa de sus papeles en Los Intocables. En 1968 participó en "Sour Note", episodio de la serie It Takes a Thief, que protagonizaba Robert Wagner.

### Cine
Entre las películas en las cuales actuó Gordon figuran The Buccaneer (1958), Curse of the Undead (1959), Key Witness (1960), el film de Roger Corman Tower of London (1962), Hello Down There (1969) y Timerider: The Adventure of Lyle Swann (1982). Volvió a trabajar con Corman, interpretando al Coronel Waxman en el film de culto Piraña (1978), actuando junto a Bradford Dillman y Kevin McCarthy.

### Últimos años
Gordon se retiró de la actuación tras interpretarse a sí mismo en el film de 1989 Ernest Goes to Splash Mountain, aunque fue productor ejecutivo del telefilm australiano Feds: the Betrayal (1996) y productor del film de artes marciales Warriors of Virtue: the Return to Tao en 2002.  
Además de su faceta artística, durante un tiempo dirigió el restaurante "Frank Nitti's Place" en Scottsdale (Arizona) y, a principios de los años 1980, una pizzería del mismo nombre en Kansas City (Misuri). 
En 2003 fue incapaz de asistir al funeral de su compañero en Los Intocables Robert Stack a causa de su mala salud. Ocho años más tarde, Bruce Gordon falleció en Santa Fe (Nuevo México), donde vivía con su esposa, Marla, a causa de una larga enfermedad. Le faltaban dos semanas para cumplir los 95 años de edad. 

## Filmografía

### Cine

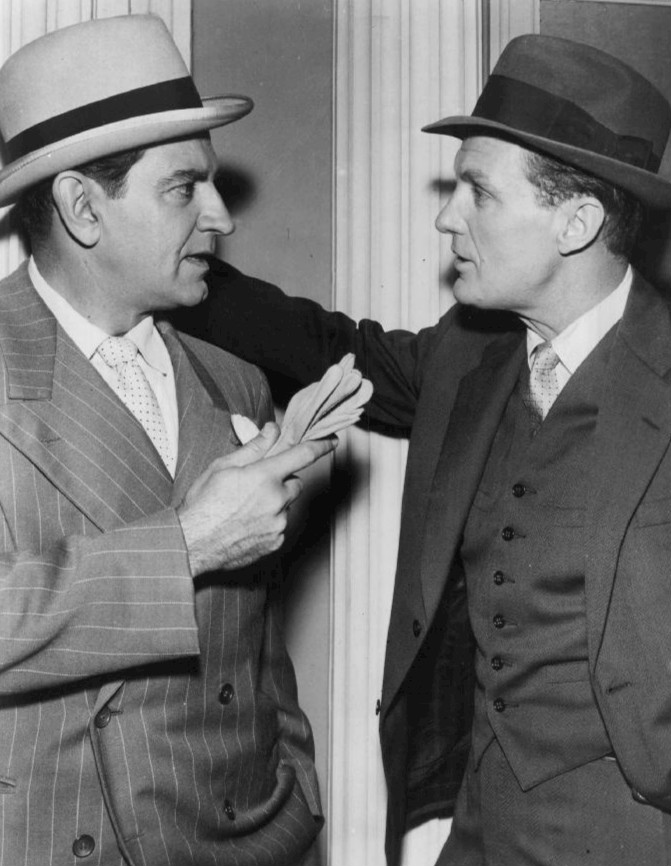
Bruce Gordon (izq.) y Robert Stack en
Los Intocables

- 1948 : The Naked City, de Jules Dassin
- 1948 : The Street with No Name, de William Keighley
- 1949 : Amor en conserva, de David Miller
- 1958 : The Buccaneer, de Anthony Quinn
- 1959 : Curse of the Undead, de Edward Dein
- 1960 : Mission of Danger, de Jacques Tourneur y George Waggner
- 1960 : Key Witness, de Phil Karlson
- 1962 : Rider on a Dead Horse, de Herbert L. Strock
- 1962 : Tower of London, de Roger Corman
- 1968 : Slow Run, de Lawrence Kardish
- 1969 : Hello Down There, de Jack Arnold y Ricou Browning
- 1971 : Machismo: 40 Graves for 40 Guns, de Paul Hunt
- 1978 : Piraña, de Joe Dante
- 1982 : Timerider: The Adventure of Lyle Swann, de William Dear

### Televisión
- 1951 : Nash Airflyte Theatre – serie TV, un episodio
- 1951-1953 : Lux Video Theatre – serie TV, 2 episodios
- 1951 : The Philco Television Playhouse – serie TV, 2 episodios
- 1952-1955 : Studio One – serie TV, 3 episodios
- 1952 : Suspense – serie TV, un episodio
- 1953-1957 : Robert Montgomery Presents – serie TV, 3 episodios
- 1953 : The Goldbergs – serie TV, un episodio
- 1954-1955 : You Are There – serie TV, 3 episodios
- 1954 : King Richard II – telefilm
- 1954 : The Man Behind the Badge – serie TV, un episodio
- 1955-1957 : Kraft Television Theatre – serie TV, 4 episodios
- 1955 : The Best of Broadway – serie TV, un episodio
- 1955 : Justice – serie TV, un episodio
- 1955 : Star Tonight – serie TV, 2 episodios
- 1955 : The United States Steel Hour – serie TV, un episodio
- 1955 : I Spy – serie TV, un episodio
- 1956-1957 : Jane Wyman Presents The Fireside Theatre – serie TV, 2 episodios
- 1957-1959 : Have Gun - Will Travel – serie TV, 2 episodios
- 1957-1963 : Armstrong Circle Theatre – serie TV, 2 episodios
- 1957 : The Lark – telefilm
- 1957 : The Kaiser Aluminum Hour – serie TV, un episodio
- 1957 : M Squad – serie TV, un episodio
- 1957 : Decoy – serie TV, un episodio
- 1957 : Harbormaster – serie TV, un episodio
- 1957 : Zane Grey Theater – serie TV, un episodio
- 1957 : Tombstone Territory – serie TV, un episodio
- 1958-1959 : Behind Closed Doors – serie TV, 26 episodios
- 1958-1959 : Whirlybirds – serie TV, 2 episodios
- 1958-1959 : Westinghouse Desilu Playhouse – serie TV, 4 episodios
- 1958-1960 : Gunsmoke – serie TV, 3 episodios
- 1958 : The Walter Winchell File – serie TV, un episodio
- 1958 : The DuPont Show of the Month – serie TV, un episodio
- 1958 : Trackdown – serie TV, un episodio
- 1958 : Jefferson Drum – serie TV, un episodio
- 1958 : Man Without a Gun – serie TV, un episodio
- 1958 : Target – serie TV, un episodio
- 1958 : Colgate Theatre – serie TV, un episodio
- 1958 : Northwest Passage – serie TV, un episodio
- 1958 : Shirley Temple's Storybook – serie TV, un episodio
- 1958 : Sheriff of Cochise – serie TV, un episodio
- 1959-1963 : Los Intocables – serie TV, 28 episodios
- 1959-1964 : Perry Mason – serie TV, 3 episodios
- 1959-1970 : Bonanza – serie TV, 3 episodios
- 1959 : The Californians – serie TV, un episodio
- 1959 : Alcoa Presents: One Step Beyond – serie TV, un episodio
- 1959 : The Scarface Mob – telefilm
- 1959 : Playhouse 90 – serie TV, un episodio
- 1959 : Johnny Ringo – serie TV, un episodio
- 1959 : Bat Masterson – serie TV, un episodio
- 1959 : The Detectives Starring Robert Taylor – serie TV, 2 episodios
- 1959 : The Grand Jury – serie TV, 1 episodio
- 1960-1961 : Sugarfoot – serie TV, 2 episodios
- 1960-1962 : Outlaws – serie TV, 3 episodios
- 1960 : Riverboat – serie TV, un episodio
- 1960 : Tightrope – serie TV, un episodio
- 1960 : Hotel de Paree – serie TV, un episodio
- 1960 : Laramie – serie TV, un episodio
- 1960 : The Chevy Mystery Show – serie TV, un episodio
- 1960 : 77 Sunset Strip – serie TV, un episodio
- 1960 : Tales of Wells Fargo – serie TV, 2 episodios
- 1960 : The Barbara Stanwyck Show – serie TV, un episodio
- 1960 : Stagecoach West – serie TV, un episodio
- 1961 : Maverick – serie TV, un episodio
- 1961 : The Deputy – serie TV, un episodio
- 1961 : Checkmate – serie TV, un episodio
- 1961 : Gunn – serie TV, un episodio
- 1961 : Death Valley Days – serie TV, un episodio
- 1961 : Adventures in Paradise – serie TV, 2 episodios
- 1962 : Surfside 6 – serie TV, un episodio
- 1962 : Cain's Hundred – serie TV, un episodio
- 1962 : Ruta 66 – serie TV, un episodio
- 1962 : Car 54, Where Are You? – serie TV, un episodio
- 1963 : Naked City – serie TV, un episodio
- 1963 : The Defenders – serie TV, un episodio
- 1964 : Mr. Broadway – serie TV, un episodio
- 1965-1966 : Peyton Place – serie TV, 25 episodios
- 1966 : The Lucy Show – serie TV, un episodio
- 1966 : El agente de CIPOL – serie TV, un episodio
- 1966 : Bob Hope Presents the Chrysler Theatre – serie TV, un episodio
- 1966 : Run Buddy Run – serie TV, un episodio
- 1966 : La chica de CIPOL – serie TV, un episodio
- 1967 : The Jackie Gleason Show – serie TV, un episodio
- 1967 : He & She – serie TV, un episodio
- 1968 : The Flying Nun – serie TV, un episodio
- 1968 : Superagente 86 – serie TV, un episodio
- 1968 : Mannix – serie TV, un episodio
- 1968 : Gentle Ben – serie TV, un episodio
- 1968 : Tarzán – serie TV, 2 episodios
- 1968 : It Takes a Thief – serie TV, un episodio
- 1969 : Blondie – serie TV, un episodio
- 1969 : Ironside – serie TV, un episodio
- 1970-1972 : Here's Lucy – serie TV, 2 episodios
- 1970-1972 : Adam-12 – serie TV, 2 episodios
- 1970-1973 : The Doris Day Show – serie TV, 2 episodios
- 1971 : The Smith Family – serie TV, un episodio
- 1972 : The Partners – serie TV, un episodio
- 1974 : Banacek – serie TV, un episodio
- 1975 : La mujer policía – serie TV, un episodio
- 1975 : Lucy Gets Lucky – telefilm
- 1975 : Joe Forrester – serie TV, un episodio
- 1977 : The Hardy Boys/Nancy Drew Mysteries – serie TV, un episodio
- 1982 : The Stunt Man – serie TV, un episodio
- 1984 : Simon & Simon – serie TV, un episodio